# Hunter Lovins

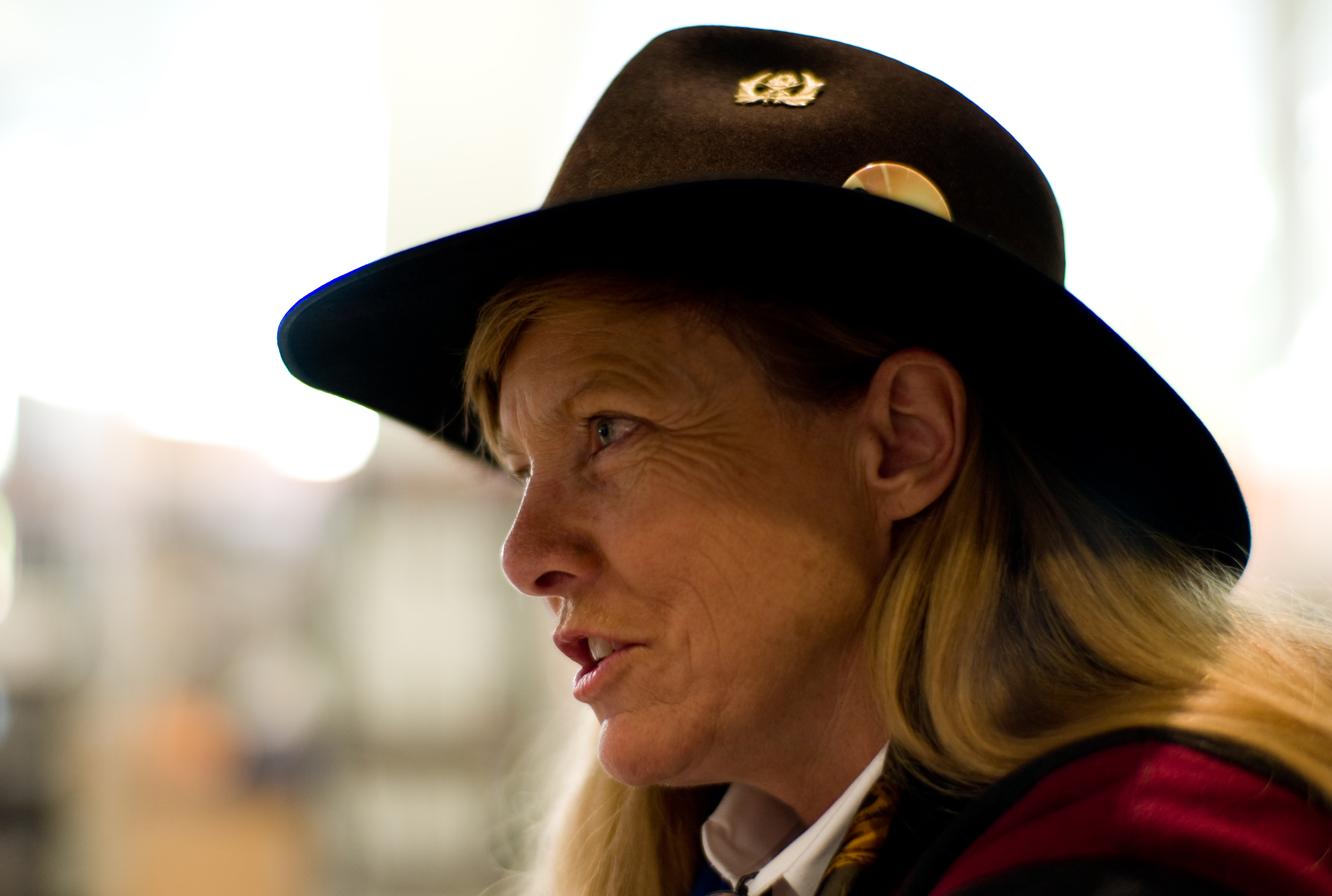
Hunter Lovins

L. Hunter Lovins geb. Sheldon (* 1950 in Ripton Vermont) ist eine US-amerikanische Juristin, Soziologin und Politikwissenschaftlerin und – gemeinsam mit ihrem damaligen Ehemann Amory Lovins – Trägerin des Right Livelihood Award.

## Karriere
Hunter Lovins erwarb ihr juristisches Rüstzeug an der Loyola Marymount University in Los Angeles.
Amory und Hunter Lovins gehören zu den Gründungsmitgliedern und zum Vorstand des Rocky Mountain Institute, das seit 1982 in Old Snowmass (Colorado) besteht und Konzepte für ressourcenschonende Wirtschafts- und Produktionsweisen erarbeitet und realisiert. Sie beraten internationale Konzerne, aber auch Regierungen und internationale Organisationen. Hunter gründete außerdem die Organisation Natural Capitalism Solutions für „Wirtschaftswachstum nach dem Vorbild der Natur“ und engagiert sich für die UN. 
Hunter und Amory Lovins erhielten gemeinsam 1983 den Right Livelihood Award „als Pioniere der Nutzung sanfter Energie zugunsten globaler Sicherheit und dafür, dass sie aufgezeigt haben, dass Energieeinsparung, die Nutzung erneuerbarer Energieressourcen sowie deren dezentrale Nutzung nicht nur ökologisch erstrebenswert, sondern auch ökonomisch sinnvoll sind“.
Nach einem Engagement als Gastprofessorin am Dartmouth College wurde Hunter Lovins Professorin für Wirtschaftswissenschaften an der Presidio School of Management.
Als Co-Autorin hat sie an diversen Fachbüchern sowie wissenschaftlich fundierten Publikationen mitgewirkt. 